# 대한민국의 국회사무처 차장
국회사무처 차장(國會事務處 次長)은 총장을 보좌하는 직위로, 정무직공무원으로 보한다.

## 임명
- 국회사무총장의 제청으로 국회의장이 임면한다.

## 역할
- (국회사무처법 제5조제3항) 차장은 사무총장을 보좌하여 사무처의 사무를 분장하여 처리하고, 사무총장이 사고가 있을 때에는 입법차장·사무차장의 순서로 그 직무를 대리한다.
- (국회사무처법 제5조제4항) 입법차장은 입법보조업무와 위원회업무지원 및 이에 따른 조정에 관하여 사무총장을 보좌한다.
- (국회사무처법 제5조제5항) 사무차장은 행정관리업무에 관하여 사무총장을 보좌한다.

## 역대차장

### 사무차장
| 국회의장      | 대수           | 이름                           | 임기                              | 비고 |
| ------------- | -------------- | ------------------------------ | --------------------------------- | ---- |
| 신익희        | 초대           | 노용호(盧龍鎬)                 | 1948년 6월 18일~1949년 2월        |      |
| 신익희        | 2대            | 이종선(李琮銑)                 | 1949년 2월~1949년 7월 9일         |      |
| 신익희        | 3대            | 정운근(鄭雲近)                 | 1949년 7월~1954년 2월 17일        |      |
| 신익희        | -              | 조중서(曹仲瑞)                 | 1954년 2월 18일~1954년 6월 17일   | 서리 |
| 이기붕        | 4대            | 우만형(禹萬馨)                 | 1954년 6월 25일~1957년 2월 4일    |      |
| 이기붕        | 5대            | 정홍섭(鄭泓燮)                 | 1957년 2월 5일~1960년 10월 24일   |      |
| 곽상훈        | 6대            | 김교영(金敎英)                 | 1960년 11월 18일~1961년 6월 10일  |      |
| 이효상        | 7대            | 권경식(權景植)                 | 1963년 12월 28일~1970년 12월 21일 |      |
| 이효상        | 8대            | 이호진(李鎬賑)                 | 1970년 12월 22일~1976년 3월 12일  |      |
| 정일권        | 8대            | 이호진(李鎬賑)                 | 1970년 12월 22일~1976년 3월 12일  |      |
| 9대           | 길기상(吉基祥) | 1976년 3월 13일~1980년 7월 8일 |                                   |      |
| 9대           | 길기상(吉基祥) | 1976년 3월 13일~1980년 7월 8일 | 백두진                            |      |
| 정래혁 채문식 | 10대           | 조병완(曺秉完)                 | 1981년 4월 11일~1984년 12월 31일  |      |

### 차장

#### 입법차장
| 국회의장      | 대수           | 이름                           | 임기                            | 비고 |
| ------------- | -------------- | ------------------------------ | ------------------------------- | ---- |
| 이재형        | 초대           | 박상문(朴相文)                 | 1985년 3월 1일~1988년 12월 16일 |      |
| 김재순 박준규 | 2대            | 김철(金喆)                     | 1989년 7월 12일~1992년 7월 18일 |      |
| 박준규 이만섭 | 3대            | 김성훈(金成勳)                 | 1992년 7월 18일~1994년 7월 22일 |      |
| 황낙주        | 4대            | 박종흡(朴鍾洽)                 | 1994년 7월 23일~1996년 7월 9일  |      |
| 김수한        | 5대            | 유수정(劉秀政)                 | 1996년 7월 10일~1998년 9월 8일  |      |
| 박준규        | 6대            | 한기찬(韓基贊)                 | 1998년 9월 9일~2000년 2월 11일  |      |
| 이만섭        | 7대            | 강천구(姜天求)                 | 2000년 7월 5일~2002년 7월 11일  |      |
| 박관용        | 8대            | 정진용(鄭鎭龍)                 | 2002년 7월 12일~2004년 8월 11일 |      |
| 김원기        | 9대            | 상원종(尙元鍾)                 | 2004년 8월 12일~2006년 7월 19일 |      |
| 임채정        | 10대           | 민동기(閔東基)                 | 2006년 7월 20일~2008년 2월 3일  |      |
| 김형오        | 11대           | 도재문(都在文)                 | 2008년 2월 4일~2009년 1월 14일  |      |
| 김형오        | 12대           | 안병옥(安秉玉)                 | 2009년 1월 15일~2011년 1월 9일  |      |
| 박희태        | 12대           | 안병옥(安秉玉)                 | 2009년 1월 15일~2011년 1월 9일  |      |
| 13대          | 김성곤         | 2011년 1월 10일~2013년 1월 3일 |                                 |      |
| 13대          | 김성곤         | 2011년 1월 10일~2013년 1월 3일 | 강창희                          |      |
| 14대          | 임병규(林秉圭) | 2013년 1월 4일~2015년 1월 5일  |                                 |      |
| 14대          | 임병규(林秉圭) | 2013년 1월 4일~2015년 1월 5일  | 정의화                          |      |
| 15대          | 구기성         | 2015년 1월 6일~2016년 8월 7일  |                                 |      |
| 정세균        | 16대           | 진정구(陳正九)                 | 2016년 8월 8일~2018년 7월 29일  |      |
| 문희상        | 17대           | 한공식(韓功植)                 | 2018년 7월 30일~2020년 7월 6일  |      |
| 박병석        | 17대           | 한공식(韓功植)                 | 2018년 7월 30일~2020년 7월 6일  |      |
| 18대          | 전상수(田尙洙) | 2020년 7월 7일~2022년 7월 22일 |                                 |      |
| 18대          | 전상수(田尙洙) | 2020년 7월 7일~2022년 7월 22일 | 김진표                          |      |
| 19대          | 박장호(朴章皓) | 2022년 7월 22일~2023년 7월 7일 |                                 |      |
| 20대          | 권영진(權寧振) | 2023년 7월 10일~2024년 7월 5일 |                                 |      |
| 우원식        | 21대           | 진선희(陳善喜)                 | 2024년 7월 8일~                 |      |

#### 사무차장
| 국회의장      | 대수           | 이름                           | 임기                             | 비고             |
| ------------- | -------------- | ------------------------------ | -------------------------------- | ---------------- |
| 이재형        | 10대           | 조병완(曺秉完)                 | 1985년 1월 1일~1986년 1월 9일    | 행정차장         |
| 이재형        | 11대           | 김용균(金容鈞)                 | 1986년 1월 9일~1988년 3월 25일   |                  |
| 김재순 박준규 | 12대           | 유종탁(柳鍾卓)                 | 1988년 4월 11일~1991년 12월 18일 |                  |
| 박준규 이만섭 | 13대           | 박조현(朴祚鉉)                 | 1991년 12월 28일~1994년 7월 20일 |                  |
| 황낙주        | 14대           | 이기곤(李起昆)                 | 1994년 7월 23일~1996년 7월 10일  | 사무차장         |
| 김수한        | 15대           | 이재도(李在都)                 | 1996년 7월 10일~1998년 9월 9일   |                  |
| 박준규        | 16대           | 강천구(姜天求)                 | 1998년 9월 9일~2000년 7월 4일    |                  |
| 이만섭        | 17대           | 노석갑(盧錫甲)                 | 2000년 7월 5일~2003년 5월 20일   |                  |
| 이만섭        | 18대           | 공충석(孔忠錫)                 | 2003년 7월 1일~2004년 8월 11일   | 첫 입법고시 출신 |
| 박관용        | 18대           | 공충석(孔忠錫)                 | 2003년 7월 1일~2004년 8월 11일   | 첫 입법고시 출신 |
| 김원기        | 19대           | 전하성(全河聲)                 | 2004년 8월 12일~2006년 7월 19일  |                  |
| 임채정        | 20대           | 김용구(金容九)                 | 2006년 7월 20일~2008년 2월 3일   |                  |
| 김형오        | 21대           | 유병곤(兪炳坤)                 | 2008년 2월 4일~2009년 1월 14일   |                  |
| 김형오        | 22대           | 임인규(林仁圭)                 | 2009년 1월 15일~2011년 1월 9일   |                  |
| 박희태        | 22대           | 임인규(林仁圭)                 | 2009년 1월 15일~2011년 1월 9일   |                  |
| 23대          | 구희권(具熙權) | 2011년 1월 10일~2013년 1월 3일 |                                  |                  |
| 23대          | 구희권(具熙權) | 2011년 1월 10일~2013년 1월 3일 | 강창희                           |                  |
| 24대          | 이병길(李秉吉) | 2013년 1월 4일~2014년 3월 3일  |                                  |                  |
| 정의화        | 25대           | 지성배(池星培)                 | 2014년 3월 4일~2015년 1월 5일    |                  |
| 정의화        | 26대           | 김대현                         | 2015년 1월 6일~2016년 8월 7일    |                  |
| 정세균        | 27대           | 이인용(李仁庸)                 | 2016년 8월 8일~2018년 7월 29일   |                  |
| 문희상        | 28대           | 김수흥(金洙興)                 | 2018년 7월 30일~2019년 9월 1일   |                  |
| 문희상        | 29대           | 김승기(金勝基)                 | 2019년 9월 2일~2020년 7월 6일    |                  |
| 박병석        | 29대           | 김승기(金勝基)                 | 2019년 9월 2일~2020년 7월 6일    |                  |
| 30대          | 조용복(趙容福) | 2020년 7월 7일~2022년 7월 22일 |                                  |                  |
| 30대          | 조용복(趙容福) | 2020년 7월 7일~2022년 7월 22일 | 김진표                           |                  |
| 31대          | 홍형선(洪炯善) | 2022년 7월 22일~2023년 7월 5일 |                                  |                  |
| 32대          | 박장호(朴章皓) | 2023년 7월 10일~2024년 7월 5일 | 입법차장 역임                    |                  |
| 우원식        | 33대           | 박태형(朴泰炯)                 | 2024년 7월 8일~                  |                  |

## 같이 보기
- 국회사무처
- 국회사무총장
- 국회의장비서실장